# 美琪·蘇莉雲
布蘭妮‧「美琪」·蘇莉雲（Brittany "McKey" Sullivan，1988年9月9日—）美國的時尚模特兒，全美超級模特兒新秀大賽第十一季的冠軍。

## 全美超級模特兒新秀大賽
美琪在比賽初期並不突出，但在「大改造」之後，表現穩步上揚，她是繼第六季鍾妮、第八季彩蓮與第十季安雅後的第四位參賽者，未曾成為每週最差之列而又完成整個比賽，也是繼第八季彩蓮後，第二位沒有包尾的冠軍，而且是有史以來唯一一位全季保持在前五名入圍的參賽者。另外又再次刷新了多項的冠軍紀錄，包括最年輕的冠軍和最高的冠軍。因為美琪比賽表現非常優異也因此從第八季到第十季的冠軍爭議沒有在這季重演，也有部份網友說美琪比起前2屆優勝者更有冠軍相。

## 外部連結
- McKey profile on the CW website
- McKey在Elite網站的專頁
- McKey's facebook

| 前任： 維妮·湯姆森 | 全美超級模特兒新秀大賽冠軍 第十一季 | 繼任： 提安娜·安特遜 |